# FC Barcelona (Handball)/Statistik
Dies ist ein Unterartikel zu FC Barcelona (Handball) und enthält Statistik und Kader zu diesem spanischen Handballverein.

Logo des Vereins FC Barcelona

## Spielzeiten

### 2025/2026
Die Saison 2025/2026 bestreitet der Verein in der 1. Liga.
Die Mannschaft startet in der EHF Champions League 2025/2026.
Team:
- Tor: Viktor Hallgrímsson, Emil Nielsen[2]
- Außen: Daniel Fernández,[3] Ian Barrufet,[4] Blaž Janc,[5] Aleix Gómez[6]
- Rückraum: Jonathan Carlsbogård,[7] Timothey N’Guessan,[8] Seif Elderaa, Domen Makuc,[9] Petar Cikusa,[10] Djordje Cikusa,[11] Dika Mem[12]
- Kreis: Ludovic Fabregas,[13] Luís Frade,[14] Antonio Bazán,[15] Óscar Grau[16]
- Trainer: Antonio Carlos Ortega
- Zugänge: Daniel Fernández (TVB 1898 Stuttgart),[17] Viktor Hallgrímsson (Wisła Płock), Ludovic Fabregas (KC Veszprém), Djordje Cikusa (Montpellier Handball), Ian Barrufet (MT Melsungen), Seif Elderaa (Limoges Handball), Óscar Grau (2. Mannschaft)[18]
- Abgänge: Aitor Ariño[19] (Füchse Berlin), Gonzalo Pérez de Vargas (THW Kiel), Thiagus Petrus (KC Veszprém), Vincent Gérard (Karriereende), Juan Palomino (Fraikin BM Granollers),[20] Jaime Gallego (?), Javier Rodríguez[21] (Benfica Lissabon), Pol Valera (FC Porto), Hampus Wanne[22] (HØJ Håndbold), Melvyn Richardson (Wisła Płock)[23]

### 2024/2025
Die Saison 2024/2025 der 1. Liga beendete das Team auf dem 1. Platz mit 55 Punkten aus 27 Siegen und einem Unentschieden, bei zwei Niederlagen. Das Torverhältnis betrug 1162:870 () Am 23. Spieltag gab der FC Barcelona erstmals in der Saison Punkte ab; der Verein verlor sein Heimspiel im April 2025 gegen Frankin BM Granollers (30:31) und damit erstmals seit der Saison 2017/2018 wieder ein Spiel in der spanischen Liga (in der Saison 2021/2022 hatte der Verein ein Spiel „am grünen Tisch“ verloren). Mit der Niederlage im selben Monat auch bei Recoletas Atlético Valladolid (24:26) hatte Barça erstmals seit der Saison 2009/2010 wieder zwei Partien in einer Spielzeit verloren. Im April 2025 gelang der Mannschaft vorzeitig der Gewinn der aktuellen Meisterschaft; es war der 15. Titel in Folge und der insgesamt 32. Titel für Barça.
Im Februar 2025 gewann der Verein die Copa de España, im Juni 2025 die Copa del Rey.
Die Mannschaft gewann im September 2024 mit der Supercopa Ibérica 2024 ihren ersten Titel der Saison. Die Mannschaft startete in der EHF Champions League 2024/2025 und kam darin im Juni 2025 auf den 4. Platz.
- Tor: Gonzalo Pérez de Vargas (15 Spiele, 141 Paraden, 3 Tore)[27], Emil Nielsen (22 Spiele, 161 Paraden, ein Tor)[2], Filip Šarić (17 Spiele, 71 Paraden, ein Tor)[28], Vincent Gérard (7 Spiele, 49 Paraden)[29]
- Außen: Hampus Wanne (24 Spiele, 90 Tore)[30], Aitor Ariño (25 Spiele, 60 Tore)[31], Blaž Janc (27 Spiele, 73 Tore)[5], Aleix Gómez (21 Spiele, 90 Tore)[6]
- Rückraum: Jonathan Carlsbogård (26 Spiele, 68 Tore)[7], Timothey N’Guessan (29 Spiele, 110 Tore)[8], Thiagus Petrus (28 Spiele, 6 Tore)[32], Juan Palomino (24 Spiele, 45 Tore)[33], Pol Valera (12 Spiele, 7 Tore)[34], Domen Makuc (26 Spiele, 71 Tore)[9], Dika Mem (19 Spiele, 96 Tore)[12], Melvyn Richardson (28 Spiele, 127 Tore)[35]
- Kreis: Luís Frade (22 Spiele, 71 Tore)[14], Jaime Gallego, Javier Rodríguez (29 Spiele, 93 Tore)[36], Antonio Bazán (23 Spiele, 39 Tore),[15] Óscar Grau (5 Spiele, 3 Tore)[16]
- Trainer: Antonio Carlos Ortega
- Zugänge: Juan Palomino (BM Logroño La Rioja),[37] Antonio Bazán (Helvetia Anaitasuna)[38] Vincent Gérard (April 2025)[39]
- Abgänge: Haniel Langaro (Dinamo Bukarest)

Emil Nielsen und Dika Mem wurden in das All-Star-Team der Liga gewählt.

### 2023/2024
In der Saison 2023/2024 der 1. Liga belegte der Verein den 1. Platz mit 59 Punkten aus 29 Siegen und einem Unentschieden bei einem Torverhältnis von 1161:772 (+ 389). Die Mannschaft gab in ihrem zweiten Saisonspiel (gegen Bidasoa Irún) erstmals seit dem 14. Mai 2022 wieder einen Punkt ab. Am 21. Spieltag der laufenden Saison bestritt die Mannschaft das insgesamt 1.000ste Spiel in der Liga Asobal/Plenitude. Die Heimspiele des Vereins in der Liga wurden von durchschnittlich 1.040 Zuschauern besucht.
Die Mannschaft hatte aufgrund ihrer Platzierung zur Hälfte der Spielzeit einen Startplatz bei der Copa de España im Dezember 2023, die sie im Finale gegen Logroño La Rioja mit 31:28 gewann. Im Juni 2024 gewann das Team die insgesamt 28. Copa del Rey.
Barcelona spielte in der Supercopa Ibérica 2023 und gewann dieses Turnier. Im November 2023 trat das Team bei der Klubweltmeisterschaft an und belegte den dritten Platz. Als Meister 2023 nahm der Verein an der EHF Champions League 2023/2024 teil, die sie im Juni 2024 gewann.
- Tor: Gonzalo Pérez de Vargas (28 Spiele, 279 Paraden, 6 Tore)[27], Emil Nielsen (28 Spiele, 180 Paraden, 8 Tore)[2], Filip Šarić (4 Spiele, 18 Paraden)[28]
- Außen: Hampus Wanne (22 Spiele, 94 Tore)[30], Aitor Ariño (27 Spiele, 80 Tore)[31], Blaž Janc (25 Spiele, 89 Tore)[5], Aleix Gómez (24 Spiele, 80 Tore),[6] Ian Barrufet (13 Spiele, 35 Tore)[4]
- Rückraum: Jonathan Carlsbogård (29 Spiele, 48 Tore)[7], Timothey N’Guessan (24 Spiele, 60 Tore)[8], Thiagus Petrus (22 Spiele, ein Tor)[32], Haniel Langaro (27 Spiele, 63 Tore)[45], Pol Valera (24 Spiele, 47 Tore)[34], Domen Makuc (2 Spiele, 5 Tore)[9], Dika Mem (27 Spiele, 101 Tore)[12], Melvyn Richardson (28 Spiele, 145 Tore)[35], Djordje Cikusa (15 Spiele, 34 Tore)[11], Petar Cikusa (26 Spiele, 54 Tore)[10]
- Kreis: Luís Frade (24 Spiele, 64 Tore)[14], Jaime Gallego (15 Spiele, 27 Tore)[46], Javier Rodríguez (29 Spiele, 88 Tore),[36] Óscar Grau (5 Spiele, 3 Tore)[16]
- Trainer: Antonio Carlos Ortega
- Zugänge: Javier Rodríguez (Logroño La Rioja),[21] Jaime Gallego (Bathco BM. Torrelavega)[47]
- Abgänge: Artur Parera[48] (Fertiberia Puerto Sagunto), Ludovic Fabregas[49] (KC Veszprém), Pablo Urdangarin (Fraikin BM Granollers), Martí Soler (BM Logroño La Rioja, Leihe)[50] und Luka Cindrić (Dinamo Bukarest)

Gonzalo Pérez de Vargas, Dika Mem, Thiagus Petrus und Petar Cikusa wurden in das All-Star-Team der Liga gewählt.
Mit zwei Spaniern, drei Franzosen, zwei Schweden, einem Dänen und einem Portugiesen hatte der Verein neun bei der Europameisterschaft 2024 auflaufende Nationalspieler unter Vertrag.

### 2022/2023
Die Spielzeit 2022/2023 der 1. Liga beendete Barcelona auf dem 1. Platz mit 60 Punkten aus 30 Siegen bei einem Torverhältnis von 1187:804 (+ 383). „Barça“ konnte sich am 23. Spieltag die Meisterschaft sichern. Es war die 30. Meisterschaft für den Verein und die 13. in Folge. Mit dem Gewinn schon am 23. Spieltag (von 30) stellte die Mannschaft ihren Rekord aus der Spielzeit 2018/2019 ein. Die Mannschaft hatte die Saison verlustpunktfrei beendet. Die 15 Heimspiele in der Liga Asobal wurden von insgesamt 14.950 Zuschauern besucht, das war eine Steigerung von 26 Prozent (Durchschnitt: 997)
Das Team gewann im März 2023 die Copa Asobal durch ein 39:21 gegen Ademar León. Im Mai 2023 gewann der Verein die Copa del Rey (34:23) gegen Logroño La Rioja. Mit diesem Titel hatte der Verein den 49. nationalen Wettbewerb (Spanien und Katalonien) in Folge gewonnen.
Die erstmals ausgetragene Supercopa Ibérica gewann Barcelona im Dezember 2022 gegen den FC Porto (32:24). Beim IHF Super Globe 2022 belegte die Mannschaft im Oktober 2022 Platz 2. Als Meister 2022 nahm der Verein an der EHF Champions League der Männer 2022/2023 teil und wurde im Juni 2023 Dritter.
- Tor: Gonzalo Pérez de Vargas (29 Spiele, 222 Paraden, 4 Tore)[27], Emil Nielsen (28 Spiele, 253 Paraden, 3 Tore)[2]
- Außen: Hampus Wanne (24 Spiele, 104 Tore)[30], Aitor Ariño (12 Spiele, 27 Tore)[31], Blaž Janc (24 Spiele, 88 Tore)[5], Aleix Gómez (24 Spiele, 95 Tore)[6], Martí Soler (17 Spiele, 37 Tore),[58] Ian Barrufet (7 Spiele, 14 Tore)[4]
- Rückraum: Jonathan Carlsbogård (28 Spiele, 58 Tore)[7], Timothey N’Guessan (27 Spiele, 41 Tore)[8], Thiagus Petrus (22 Spiele, 9 Tore)[32], Haniel Langaro (17 Spiele, 34 Tore)[45], Luka Cindrić (21 Spiele, 37 Tore)[59], Domen Makuc (25 Spiele, 67 Tore)[9], Dika Mem (26 Spiele, 93 Tore)[12], Melvyn Richardson (30 Spiele, 140 Tore)[35], Pablo Urdangarin (14 Spiele, 29 Tore)[60], Pol Valera (28 Spiele, 107 Tore)[34], Aleksandar Cenic (1 Spiel, 0 Tore)[61] Djordje Cikusa (4 Spiele, 5 Tore)[11]
- Kreis: Ludovic Fabregas (25 Spiele, 86 Tore)[13], Luís Frade (28 Spiele, 96 Tore)[14], Artur Parera (29 Spiele, 61 Tore)[62]
- Trainer: Antonio Carlos Ortega
- Zugänge: Emil Nielsen (HBC Nantes), Hampus Wanne (SG Flensburg-Handewitt), Jonathan Carlsbogård (TBV Lemgo), Pol Valera (Februar 2023, Fraikin BM Granollers)
- Abgänge: Ángel Fernández (Limoges Handball), Ali Zein (Dinamo Bukarest), Leonel Maciel (Sporting Lissabon), Juan Palomino (Logroño La Rioja), Youssef Ben Ali (März 2023, Pays d’Aix UC)

### 2021/2022
In der Saison 2021/2022 der 1. Liga belegte die Mannschaft den 1. Platz mit 57 Punkten aus 28 Siegen und einem Unentschieden bei einer Niederlage. Das Torverhältnis betrug 1052:797 (+ 255). Der FC Barcelona stand fünf Spieltage vor dem Ende der Saison als Meister fest. Für Barça gab es in dieser Spielzeit die erste Niederlage in der Meisterschaft seit April 2018; der 47:28-Sieg gegen Bathco BM Torrelavega wurde in ein 0:10 umgewandelt, da Barça in dem verlegten Spiel einen Spieler eingesetzt hatte, der zum ursprünglich geplanten Spieltermin noch nicht spielberechtigt war (Youssef Ben Ali). Einen weiteren Punktverlust gab es durch ein Remis (32:32) beim Absteiger BM Iberoquinoa Antequera.
Die 15 Heimspiele in der Liga Asobal wurden von insgesamt 11.816 Zuschauern besucht.
Im September 2021 besiegte Barcelona Ademar León mit 30:27 in der Supercopa de España. Im März 2022 gewann der Verein die Copa del Rey (30:26) gegen Fraikin BM Granollers. Das Team gewann die Copa Asobal durch ein 37:29 gegen Bidasoa Irun.
Beim IHF Super Globe 2021 belegte die Mannschaft Platz 2.
Als Meister 2021 nahm der Verein an der EHF Champions League der Männer 2021/22 teil und gewann im Finale gegen KS Łomża Vive Kielce (37:35).
- Tor: Gonzalo Pérez de Vargas (29 Spiele, 198 Paraden, 2 Tore)[27], Leonel Maciel (16 Spiele, 0 Tore)[65], Jordi González Pérez (1 Spiel, 0 Tore)[66]
- Außen: Aitor Ariño (24 Spiele, 54 Tore)[31], Blaž Janc (25 Spiele, 74 Tore)[5], Aleix Gómez (23 Spiele, 118 Tore)[6], Ángel Fernández[67], Martí Soler (8 Spiele, 11 Tore)[58]
- Rückraum: Timothey N’Guessan (23 Spiele, 56 Tore)[8], Thiagus Petrus (28 Spiele, 10 Tore)[32], Haniel Langaro (29 Spiele, 93 Tore)[45], Luka Cindrić (20 Spiele, 47 Tore)[59], Domen Makuc (29 Spiele, 82 Tore)[9], Dika Mem (23 Spiele, 96 Tore)[12], Melvyn Richardson (27 Spiele, 111 Tore)[35], Ali Zein, Pablo Urdangarin (15 Spiele, 24 Tore)[60], Aleksandar Cenic (7 Spiele, 3 Tore)[61], Juan Palomino (6 Spiele, 2 Tore)[33], Albert Pujol (4 Spiele, 0 Tore)[68]
- Kreis: Ludovic Fabregas (20 Spiele, 60 Tore)[13], Luís Frade (11 Spiele, 37 Tore)[14], Artur Parera (16 Spiele, 17 Tore)[62], Youssef Ben Ali
- Trainer: Antonio Carlos Ortega
- Zugänge: Melvyn Richardson (Montpellier HB), Ángel Fernández (KS Kielce), Ali Zein (Sharjah FC), Leonel Maciel (Incarlopsa Cuenca), Martí Soler (Karrierebeginn), Youssef Ben Ali (November 2021, Al-Arabi)
- Abgänge: Kevin Møller (SG Flensburg-Handewitt), Casper Ulrich Mortensen (Handball Sport Verein Hamburg), Àlex Pascual García (Dinamo Bukarest), Raúl Entrerríos (Karriereende), Aron Pálmarsson (Aalborg Håndbold), Jure Dolenec (Limoges Handball), Mamadou Diocou (Rhein-Neckar Löwen, Leihe), Cédric Sorhaindo (Dinamo Bukarest)

Die Spieler Gonzalo Pérez de Vargas, Dika Mem, Aleix Gómez und Ludovic Fabregas wurden in das All-Star-Team der Liga gewählt.

### 2020/2021
Die Saison 2020/2021 in der 1. Liga beendete der Verein auf dem 1. Platz mit 68 Punkten aus 34 Siegen bei einem Torverhältnis von 1315:818 (+ 497) Mit einer „perfekten Saison“ wurde „Barça“ erneut spanischer Meister.
Im August 2020 gewann Barcelona durch ein 38:18 gegen BM Benidorm die Supercopa de España. Im März 2021 gewann der Verein die Copa del Rey (35:27) gegen Ademar León. Das Team gewann auch die Copa Asobal durch ein 33:23 gegen Liberbank Cantabria Sinfín.
Als Meister 2020 nahm der Verein an der EHF Champions League 2020/2021 teil und gewann das Turnier im Finale gegen Aalborg Håndbold (36:23).
- Tor: Gonzalo Pérez de Vargas (31 Spiele, 235 Paraden, 3 Tore)[27], Jordi González Pérez (3 Spiele, 0 Tore)[66], Kevin Møller (34 Spiele, 2 Tore)[70]
- Außen: Aitor Ariño (21 Spiele, 58 Tore)[31], Blaž Janc (29 Spiele, 100 Tore)[5], Aleix Gómez (25 Spiele, 121 Tore)[6], Casper Ulrich Mortensen[71], Àlex Pascual García (29 Spiele, 97 Tore)[72], Mamadou Diocou (26 Spiele, 86 Tore)[73]
- Rückraum: Timothey N’Guessan (23 Spiele, 70 Tore)[8], Thiagus Petrus (30 Spiele, 1 Tor)[32], Haniel Langaro (30 Spiele, 98 Tore)[45], Luka Cindrić (18 Spiele, 61 Tore)[59], Domen Makuc (29 Spiele, 63 Tore)[9], Dika Mem (31 Spiele, 133 Tore)[12], Juan Palomino (3 Spiele, 2 Tore)[33], Raúl Entrerríos[74], Aron Pálmarsson (25 Spiele, 43 Tore)[75], Jure Dolenec (25 Spiele, 98 Tore)[76]
- Kreis: Ludovic Fabregas (31 Spiele, 104 Tore)[13], Luís Frade (32 Spiele, 91 Tore)[14], Artur Parera (1 Spiel, 1 Tor)[62], Cédric Sorhaindo (27 Spiele, 22 Tore)[77]
- Trainer: Xavier Pascual
- Zugänge: Haniel Langaro (Dunkerque HBGL), Domen Makuc (RK Celje), Luís Frade (Sporting Lissabon), Artur Parera (Karrierestart), Blaž Janc (KS Kielce), Juan Palomino (BM Los Dólmenes)
- Abgänge: Lasse Andersson (Füchse Berlin), Víctor Tomás (Karriereende), Abel Serdio (Wisła Płock)